# Danh sách hiệu kỳ tại Chile
Dưới đây là danh sách các loại cờ từng được dùng làm hiệu kỳ của các tổ chức chính trị - xã hội cấp quốc gia tại Chile tồn tại trong lịch sử, được các tài liệu độc lập và có uy tín ghi nhận:

## Quốc kỳ
| Cờ                | Thời điểm    | Sử dụng           | Mô tả |
| ----------------- | ------------ | ----------------- | --- |
| [ cần dẫn nguồn ] | 1818 đến nay | Quốc kỳ, Chiến kỳ | Three cantons. In superior level, a blue square to the left with a white five-ponted star within, and a white rectangle to the right. In the inferior level, a red rectangle. |

## Hiệu kỳ chính phủ
| Cờ                | Thời điểm   | Sử dụng                  | Mô tả                                          |
| ----------------- | ----------- | ------------------------ | ---------------------------------------------- |
| [ cần dẫn nguồn ] | 1920 - 1967 | Hiệu kỳ Tổng thống Chile | Quốc kỳ Chile với Quốc huy Chile ở chính giữa. |

## Quân kỳ
| Cờ                | Thời điểm    | Sử dụng                | Mô tả                                    |
| ----------------- | ------------ | ---------------------- | ---------------------------------------- |
| [ cần dẫn nguồn ] | 1945 đến nay | Hiệu kỳ Hải quân Chile | Nền lam với ngôi sao trắng ở chính giữa. |

## Những lá cờ từng xuất hiện trong lịch sử
| Cờ                | Thời điểm                               | Sử dụng                                                                                               | Mô tả |
| ----------------- | --------------------------------------- | --- | --- |
| [ cần dẫn nguồn ] | 1506-1701 16th and 17th centuries       | Mapuche military flag during the Arauco War                                                           | Blue field with a guñelve (eight-pointed star).                                                                                            |
| [ cần dẫn nguồn ] | ?-1557                                  | Mapuche flag, used by Lautaro forces, in Arauco War                                                   | Light blue gemil with a guñelve star bordered by black triangles                                                                           |
| [ cần dẫn nguồn ] | 1541-1785                               | Burgundy Cross, flag of the Spanish forces in Arauco War and flag of the Spanish Overseas Territories | A red saltire resembling two crossed, roughly-pruned (knotted) branches, on a white field.                                                 |
| [ cần dẫn nguồn ] | 1785-1812, 1814-1817                    | Spanish national flag and war ensign                                                                  | |
| [ cần dẫn nguồn ] | 1812-1814                               | First National Flag, also called Bandera de la Patria Vieja ("Olg Fatherland Flag")                   | Three horizontal strips blue, white and yellow.                                                                                            |
| [ cần dẫn nguồn ] | 1812-1814                               | Alternative version of the First Chilean flag                                                         | Different order of the strips, with the first Chilean coat of arms and a red Cruz de Santiago (Cross of St. James) in the top left corner. |
| [ cần dẫn nguồn ] | 1814-1817                               | Flag of the Andes, ensign of the Army of the Andes, now the provincial flag of Mendoza (Argentina)    | Two rectangles, white and light blue, with the coat of arms in the center.                                                                 |
| [ cần dẫn nguồn ] | 1817-1818                               | Second National Flag, also called Bandera de Transición ("Trasitory flag")                            | Three horizontal strips blue, white and red.                                                                                               |
| [ cần dẫn nguồn ] | Proposal of 1818, never used officially | Proposal of flag                                                                                      | Three horizontal strips white, blue and red, with a white star in blue strip.                                                              |
| [ cần dẫn nguồn ] | 1818-¿1834?                             | First design of the actual flag, also called Bandera de la Independencia ("Independence Flag")        | Similar to actual ensign, with the coat of arms in the center, and a black eight-pointed star within the white five-pointed star.          |
| [ cần dẫn nguồn ] | 1860-1862                               | Flag of the Kingdom of Araucanía and Patagonia                                                        | Three horizontal strips blue, white and green.                                                                                             |
| [ cần dẫn nguồn ] | ?-1888                                  | Flag of the Kingdom of Easter Island                                                                  | Similar to actual Reimiro flag, with four black manutaras (mythological bird) in each corner.                                              |